# 이바나그어
이바나그어(Ibanag, Ybanag, Ibanak)는 필리핀 이사벨라주, 카가얀주의 북동부에서 이바나그 족의 50만명의 화자에 의해 말해지는 소수민족 언어이다. 특히 투게가라오 시, 솔라나, 아부루그, 카바간, 그리고 일리간과 중동, 영국, 미국에 이민 간 해외 이민자들의 인구도 있다. 이바나그어를 하는 대부분의 사람들은 북부 루손  지방의 지방 공식어인 일로카노어를 할 수 있다. 이바나그라는 말은 ‘강’이라는 뜻을 가진 바나그(bannag)에서 유래된 말이다. 이들은 가드당, 이타위스, 아그타, 아타, 요가드, 이스네그, 그리고 말라웨그와 밀접한 관계가 있다.

## 사용과 현재의 지위
2012년 10월을 기준으로, 이바나그 문화의 부활은 토속 문화를 보존하려는 필리핀 정부의 노력으로 모국어 기반 프로그램(MTB)이 시행되고 있다. 이것은 미래 세대의 언어까지 포함되어 있다. 이바나그 어는 필리핀 학교에서 교육되고 있는 MTB 언어 중 하나로 현재는 두 가지가 이바나그 어로 시행되어 있다. (“Zininaga Ta Bannag (Heritage of the River)” 와 “Why Women Wash the Dishes”)

## 음운

### 모음
- A (ah) E (eh) I (ee) O (oh) U (ooh) Y (ee)

### 자음
이바나그 어는 또한 [ɾ]-[d] 이음에 포함된 필리핀어 중 하나이다.
이바나그 어는 많은 관련 필리핀어 중에 존재하지 않은 소리를 가진다는 점에서 뚜렷한 특징을 가지고 있다고 할 수 있다. 어떤 고유한 이바나그 어의 음소는 자매어와 비교하여 쌀을 뜻하는 innafi의 [f] , 돼지를 뜻하는 bavi의 [v], 염소를 뜻하는 kazzing의 [z], 처녀를 뜻하는 madjan의 [dʒ]처럼 자음을 상세하게 나타낸다.
여기에다가, 이바나그어는 자음 중복의 특성을 가진다. 따라서, 다음과 같은 후두음을 낸다.:
- gaddua [gad'dwa] (절반)
- mappazzi [mappaz'zɪ] (짜내다 또는 짜냄)

마지막으로, 이바나그어에서는 단모음화가 관측된다. 예를 들어, umay (가다), balay (집), aggaw (낮) 등의 단어는 종종 ume, bale, 그리고 aggo와 같이 발음된다.
|        | 양순음 | 양순음 | 순치음 | 순치음 | 치경음 | 치경음 | 후치경음 | 후치경음 | 경구개음 | 경구개음 | 연구개음 | 연구개음 | 성문음 | 성문음 |
| ------ | ------ | ------ | ------ | ------ | ------ | ------ | -------- | -------- | -------- | -------- | -------- | -------- | ------ | ------ |
| 비음   | m      | m      |        |        | n      | n      |          |          | ɲ        | ɲ        | ŋ        | ŋ        |        |        |
| 파열음 | p      | b      |        |        | t      | d      |          |          |          |          | k        | ɡ        | ʔ      | ʔ      |
| 마찰음 |        |        | f      | v      | s      | z      | ʃ        | ʃ        |          |          |          |          | h      | h      |
| 파찰음 |        |        |        |        |        |        | tʃ       | dʒ       |          |          |          |          |        |        |
| 탄음   |        |        |        |        | ɾ ~ r  | ɾ ~ r  |          |          |          |          |          |          |        |        |
| 접근음 |        |        |        |        | l      | l      |          |          | j        | j        | w        | w        |        |        |